# Stenodyneroides lutra
Stenodyneroides lutra är en stekelart som först beskrevs av Giordani Soika 1934.  Stenodyneroides lutra ingår i släktet Stenodyneroides och familjen Eumenidae. Inga underarter finns listade i Catalogue of Life.